# 湯谷 (庄川水系)
湯谷（ゆたん）は、富山県南砺市五箇山地域を流れる河川の一つで、庄川の支流である。流域は旧平村と旧上平村の境界に位置する。
なお、同じ南砺市内の小矢部川水系にも湯谷という名称の河川が存在する。

## 概要
湯谷は人形山を源流とし、旧平村と旧上平村の境を流れ、田向集落の西方で庄川に合流する河川である。
湯谷川の支流の一つ、船頭川には五箇山温泉の泉源がある。湯谷の名称はこの泉源が存在することに由来するものである。また、温泉の泉源上流には黄鉄鉱の結晶が出るところがあり、その付近には五箇山内では珍しいイワマセンボンゴケの群落がある。船頭川との合流地点から2kmほど上流には大堰堤があり、ここまでは、ブナの伐採やスギの造林のための林道が川沿いに続いている。
五箇山内の他の河川と同様、湯谷も急流の河川であり、滝のように流れ落ちて庄川に合流する。庄川左岸の上梨集落と皆葎集落の間はがけ崩れが激しく、現在の国道は上梨西方で半円形の高架橋（湯出島橋）を建て、湯谷と庄川の合流地点付近を通り過ぎるルートを形成している。庄川との合流点近く、田向集落と猪谷集落をつなぐ地点に湯谷橋があるが、この付近には江戸時代後期のコレラ病死者を弔う慰霊碑が建てられている（コレラ病死者の石碑）。